# Fernanda Concon
Fernanda Concon Cunha (São Paulo, 15 de julho de 2002) é uma atriz, apresentadora e internacionalista brasileira. Destacou-se na televisão em 2012, ao interpretar a personagem Alícia no remake da telenovela infantil Carrossel, do SBT.

## Biografia e carreira
Fernanda nasceu na cidade de São Paulo, filha de Giovanna Concon e de Luiz Gustavo da Cunha. Tem um irmão mais novo chamado Marcelo Concon Cunha, falecido em 2017, vítima de uma Pancreatite, e uma irmã mais velha por parte de mãe, chamada Eduarda Concon. Quando pequena, realizou trabalhos publicitários em comerciais de empresas como Claro, Knorr, Magazine Luiza e Caixa Econômica Federal.
Após atuações menores na série Mothern, do GNT em 2008, e no filme É Proibido Fumar em 2009, obteve destaque ao interpretar a personagem Alícia Gusman, uma das protagonistas do remake da telenovela infantil Carrossel, do Sistema Brasileiro de Televisão (SBT) em 2012. No ano de 2014, Fernanda também atuou como Alícia na série Spin-off Patrulha Salvadora, que se encerrou em janeiro do ano seguinte. Em 2015, atuou em Carrossel: O Filme e Carrossel 2: O Sumiço de Maria Joaquina em 2016, ambos filmes sequências da telenovela.
Em 2018, retornou à TV com a série Dra. Darci do Multishow, interpretando na trama a Débora, filha mais velha de Darci (Tom Cavalcante). A atriz estreou no cinema em 2021 com o lançamento do filme Confissões de uma Garota Excluída, onde atuou no elenco principal como a Laís Montenegro.

## Filmografia

### Televisão
| Ano     | Título                       | Papel               | Notas                           |
| ------- | ---------------------------- | ------------------- | ------------------------------- |
| 2008    | Mothern                      | Bel                 | 3ª Temporada                    |
| 2009    | Custe o Que Custar           | Ela mesma           | Quadro "Grupo Escolar"          |
| 2012–13 | Carrossel                    | Alícia Gusman       |                                 |
| 2013    | Carrossel Especial de Natal  | Alícia Gusman       | Especial de fim de ano          |
| 2014–15 | Patrulha Salvadora           | Alícia Gusman       |                                 |
| 2014    | É Natal, Mallandro!          | Alícia Gusman       | Especial de fim de ano          |
| 2016    | Carrossel em Desenho Animado | Alícia Gusman (voz) | Dublagem                        |
| 2016    | Dance Se Puder               | Ela mesma           | Participante (5º lugar)         |
| 2018–20 | Dra. Darci                   | Débora Maria        |                                 |
| 2024    | Chuva de Likes               | Apresentadora       | Reality show do canal E! Online |

### Cinema
| Ano  | Título                                  | Papel           | Notas            | Ref    |
| ---- | --------------------------------------- | --------------- | ---------------- | ------ |
| 2009 | É Proibido Fumar                        | Camila          | Participação     | [ 22 ] |
| 2015 | Carrossel: O Filme                      | Alícia Gusman   |                  | [ 23 ] |
| 2016 | Carrossel 2: O Sumiço de Maria Joaquina | Alícia Gusman   |                  | [ 24 ] |
| 2021 | Confissões de uma Garota Excluída       | Laís Montenegro | Original Netflix | [ 25 ] |

### Internet
| Ano           | Título            | Papel         | Notas                  |
| ------------- | ----------------- | ------------- | ---------------------- |
| 2015–20       | Fernanda Concon   | Ela mesma     | Canal no YouTube       |
| 2016          | Fernanda Com Quem | Apresentadora | Programa na Rádio Tang |
| 2023          | Sem Nome Pod      | Apresentadora | Podcast                |
| 2023-presente | New-Z             | Apresentadora | TV ZYN (YouTube)       |

## Teatro
| Ano  | Título                         | Papel         |
| ---- | ------------------------------ | ------------- |
| 2013 | Show Carrossel no Circo Tihany | Alícia Gusman |